# 春日部つくし
春日部 つくし（かすかべ つくし、Kasukabe Tsukushi）は、日本のバーチャルYouTuber・3Dモデラー・イラストレーター。愛称は「つっく」。埼玉県のご当地VTuber及び埼玉バーチャル観光大使。

## 概要
バーチャル埼玉に住む18歳の女の子。
幼いころは埼玉県に住んでいたが、10歳のころに家族や近隣住民同様にバーチャル埼玉へ生活を移行した。
埼玉県を皆さんのもっと身近に、第二の故郷としてもらえるように日々活動中！
「ですわ」口調と濃いまつ毛がチャームポイント。—公式紹介文
個人勢VTuberで一人称は『あーし』。ギャルっぽい見た目に反し、「…ですわ。」「大変失礼いたしました。」「ご友人」等丁寧な口調で話す。ゲーム実況以外に3Dフルトラッキングを生かした筋トレ、ダンス、書道、歌ってみた、踊ってみた等、全身の動きを見せる配信を多く行う。カリンバを奏でながらの雑談配信では最後の子守唄が秀逸。
旧公式サイトではYouTubeの初投稿動画を視聴可能。PROFILEによると、身長155cm、バストAAAカップ、チャームポイントは胸元。
埼玉バーチャル観光大使オーディションにて、1次選考(40名から書類選考で5名を選出)、2次選考(視聴者投票)、最終選考(有識者による選出)を経て、2021年11月14日、「埼玉バーチャル観光大使」に就任した。
3Dモデラーとしても活動しており、自身の3Dモデルに加え、複数のVTuberの3Dモデルを手掛ける。
ファンネームは「バッ埼」。

## エピソード
- さはなともちひよこに影響を受けてVTuberになった[12]。

- ライブ配信にて「３年目の浮気」を口ずさむ、「おニャン子クラブ」に言及するなど、18歳にしては世代を超越している。

- 埼玉県には海がある[13]というのが信条だが、いつも埼玉県には海はないと突っ込まれている。

- 気を抜くと女子高生のような字[14]を書くが、丁寧に書いた字は綺麗[15]。

- リツイート、いいねの数だけ筋トレ耐久[16]では、200回程度だろうと高を括っていたいたが[17]、最終的に908のリツート、1654のいいねを獲得し、2562回の筋トレをすることになった[18]。

- ホラー映画を好むが、ホラーゲーム耐性はあまり高くない[19]。

- ころねぽちのスープカレーやさん[20]にて、コオロギのトッピングを炒ったひよこ豆と評しており[21]、昆虫食には抵抗がない。

- VTuber活動を始めてから、一度、声変わりを経験している[22]。

- 2021年1月1日に３周年衣装デザインコンテストを開催し[23]、3周年の新衣装を公開した[24][25][26]。

- 産経新聞にて、埼玉県がVTuberを公募するというニュースを知った時は、心臓が飛び出るほど驚いて、「これあーしやないかーい！」「なんで公募なの？」と強めのアピールをしていた[27]。

- デスソースを常備するほどの激辛好きで、ペヤング獄激辛坦々を13分ほどで完食した[28]。

- 正露丸の香りが好き[29]。

- 埼玉バーチャル観光大使に応募するため、2021年6月12日に行われたライブ配信【全身3D】春　日　部　つ　く　し　生　誕　祭【今日は10/31】 - YouTubeで永遠の17歳から18歳になったが、ライブ配信の告知後に応募要項から18歳以上の条件が削除された。

- 【埼玉バーチャル観光大使】新衣装（観光大使ver.）お披露目！【春日部つくし】 - YouTubeであしがくぼの氷柱の自撮り写真を披露するも、自筆タイトルの「氷」が間違っており[30]、以後漢字の話題が出るとよくネタにされる。

- 辛辛魚が好物で、発売されると箱買いしている。[31]。

- 【春日部つくしのちょこチャレ】 秩父市でバンジージャンプに挑戦！ - YouTubeにて、秩父ジオグラビティパークのバンジージャンプで普段からは想像できないような悲鳴を披露した。一方、埼玉旅行しませんか？【春日部つくし】 - YouTubeでは別途収録された悲鳴に差し替えられている。

- YouTubeのショート動画、埼玉系個人Vのこれまでをきっかけに、2023年4月3日にYouTubeのチャンネル登録者数6万人[32]、2023年4月5日に7万人[33]、2023年4月6日に8万人[34]、2023年4月7日に9万人[35]、2023年4月8日に10万人[36]を達成した。

- チャンネル登録者数8万人記念配信そわそわさいたま - YouTubeで、YouTubeアナリティクスのチャンネル登録者数の推移を配信に載せようとしたが、公開したくない別のものをさらしてしまった。さらにCパートでは再びYouTubeアナリティクスの公開したくない部分をさらしてしまい、アーカイブは一時非公開となった。

- 何度か家の中でスマホを紛失し、冷蔵庫から見つかっている。[37][38][39]

- 2回目の「いいねとRTの数だけ筋トレします！」[40]とのポストに対し、期限までに4009のいいね、40の引用、2008のリポストがあり[41]、6057回の筋トレをすることになった。

- 石黒千尋とのコラボ配信にて、一緒にバンジージャンプを飛ぶと約束したが[42]、いまだ実現していない。

### トレードマーク
- ナースキャップ
- ブルーレイ
- ばつ印
- 絆創膏
- 勾玉
- 注射器

### 属性[43]
- 埼玉県民
- お嬢様
- ギャル
- ナース
- JK
- めすがき[44][45]

## バリエーション
3Dモデラー、イラストレーターとしてのスキルを活かし、これまでに多数の3Dモデル、コスチューム、イラストを作成し公開している。
- 2018年2月20日 動画のアイキャッチなどで使うつもりの立ち絵イラストですわ！[46]
- 2018年10月31日 本日のハロウィンコスチュームでしたわ[47]
- 2019年2月26日 春日部つくし活動一周年記念 MMDモデルを公開いたしましたわ！[48]
- 2019年4月22日 VroidHubにて、あーしを公開してみましたわ！[49][50]
- 2019年8月1日 本当にあーしは一人のあーしですか？[51][52]
- 2019年10月1日 こちら（コンプラ意識の）新衣装になりますわ！[53]
- 2019年10月11日 路線変更？春日部つくしと申しますわ！[54][55]
- 2019年10月31日 ハロウィンお誕生日会、ありがとうございましたわ！[56]
- 2019年12月25日 メリ〜〜〜〜〜〜クリスマスっ！！[57]
- 2020年3月1日 (無題)[58]
- 2020年4月1日 はじめまして！今日からバーチャルyoutuberとして活動する、春日部つくしだよ[59]
- 2020年4月30日 illustration by つっく #WonderOfWonderArt[60]
- 2020年8月20日 【水着3D】もっかい…海いこうよ！～海を知った埼玉～[61][62]
- 2020年8月28日 (無題)[63]
- 2020年9月26日 【筋トレ3D】謝罪の筋トレ1594回！！！！！！！！！！[64][65]
- 2020年10月31日 【バースデーminiLIVE】SAITAMA SUPER TREAT[66][67]
- 2020年11月7日 #いいおなかの日[68]
- 2020年12月24日 【全身3D】埼玉クリスマスぱーちー【新衣装】[69][70][71]
- 2021年1月11日 最近の衣装まとめになります[72]
- 2021年2月2日 #ツインテールの日[73]
- 2021年2月25日 【新衣装3D】おかげさまで…3周年ですわ！[74][75][76]
- 2021年4月1日 (無題)[77]
- 2021年4月1日 埼玉某所でOLとして働いてます、つくしです。[78]
- 2021年4月11日 【全身3D】おまたせ！春の埼玉ギャルだよ[79]
- 2021年4月25日 どーん[80]
- 2021年6月12日 本日もありがとうございましたわ！[81][82]
- 2021年8月16日 【水着3D】まだ間に合う！埼玉ギャルの海開き！[83][84]
- 2021年10月31日 春日部つくし生誕祭ライブ[85]
- 2021年12月11日 #sanrio_vfes [86]
- 2022年1月17日 新衣装（観光大使ver.）お披露目[87][88]
- 2022年12月1日 新衣装コンテスト2023[89][90]
  - 2023年2月26日結果発表の予定だったが2024年7月現在まだ結果は発表されておらず、衣装も変わっていない。
- 2023年7月15日 【実食】ハブ食品が大量に送られてきました[91]
  - バーチャル埼玉のとある神社に祀られた千歳を超える狼の「ツクシノカミサマ」がチャンネルに降臨し、18歳の春日部つくしに代わってハブ酒をレビュー。
  - 今後、ツクシノカミサマがお酒のレビューを担当する。
- 2023年10月31日 春日部つくし生誕祭ライブ[92][93]

## 埼玉バーチャル観光大使としての活動
ちょこたび埼玉公式チャンネルでは、埼玉バーチャル観光大使動画にこれまでの動画がまとめられている。今後の活動は埼玉バーチャル観光大使公式ページ、およびTwitter公式アカウントでアナウンスされる。
- 2022年3月25日、当初の任期は2022年3月31日までだったが2022年4月以降も継続して埼玉バーチャル観光大使を務めることがアナウンスされた[94]。
- 2022年6月13日、春日部つくしのイラストデザインを埼玉県PRのために自由に使用可能になったことがアナウンスされた[95][96]。
- 2023年3月20日、2023年度も埼玉バーチャル観光大使の任期延長がアナウンスされた[97]。

### 水辺でカンパイVIRTUALミズベリング[98]
越谷レイクタウンをVRChatに再現し、7月7日、夜7時7分にみんなで乾杯するイベントを無料にて開催。主催者としてイベントのコーディネート、会場のモデリング等を担当。提供は埼玉県河川環境課。

#### 2022年
18:00からはSPECIAL DJステージが行われ、MCにおきゅたんbot、DJはミディ、七草くりむが参加した。19:10からのSPECIAL LIVEには、春日部つくし、夜乃ネオン、ぜったい天使くるみ、紲星あかり、春日部つむぎが出演。

#### 2023年
7月７日18:00にSPECIAL DJ STAGEを開催。バーチャルねこ、ミディが出演。
7月22日18:30「バーチャルレイクタウン　水辺deベンチャーチャレンジVer.」オープン記念イベントを開催。
7月27日19:10にSPECIAL LIVE 2023を開催。春日部つくし、夜乃ネオン、キョンシーのCiちゃん、さえきやひろ、春日部つむぎが出演。

### バスガイドは春日部つくし！埼玉バーチャル観光大使と行く聖地巡りの旅

#### 2022年[100]
春日部つくしによる旅のしおりをもとに、ちょこたび埼玉YouTubeチャンネルで紹介された聖地を巡るバスツアーを開催。

#### 2023年[102]
2022年に続きバスツアーを開催。現地参加に加えオンラインチケットが販売されツイキャスで中継が行われた。

### おしゃべりつくし
11月14日埼玉県民の日に開催される県庁オープンデーの特別コーナーとして開催。
- 2022年[104]
- 2023年[105] 知事公館にて開催。春日部つくしパッケージの十万石まんじゅう、春日部つくし監修の秘伝カレーが販売される。

## 3Dモデラーとしての活動
これまでに作成したVTuber、キャラクター等の3Dモデルは次の通り。
- あんのん[106]
- Vケットちゃん1号[107]
- 木戸上蛍[108][109]
- ドーセット・アカホシ[110]
- 煌星ヴィヴィ[111]
- 六道冥[112]
- サコ[113][114]
- ころねぽち[115]
- 津軽ねぷこ[116]
- 米田らん*[117]
- 新川良[118]
- はっぴーぷぅ[119]
- シノウサギ[120]
- 花咲アヤメ[121]
- ころねぽち(新3D新衣装)[122]

上記一部の3DモデルはVRoidHubにて閲覧可能。
VRCでの使用を想定した次の3Dモデルは一般販売されている。
- 猫味しゃも[123]

上記の猫味しゃもは米パデュー大学の研究で用いられた。
以下のVRchat・VRM環境対応モデルは限定販売された。
- ゴーストクロエ[126][127]
- 幽玄やよい[128]

## 春日部つむぎ
ハイパー埼玉ギャル!「春日部つむぎ」は春日部つくしの従姉妹。無料で使える中品質なテキスト読み上げソフトウェアであるVOICEVOXの音声ライブラリ。2021年10月31日にデビューがアナウンスされ、11月26日リリースされた。

### BB(Blue Back)素材
さの氏による「おどる春日部つむぎ　BB素材」が配布されている。

### live2Dモデル
春日部つくしSHOPにて公式live2Dモデルが配布されている。

### 3Dモデル
MMDモデル
むぎ氏によるMMDモデルが公開されている。
おどる春日部つむぎ3D
新美零氏による『おどる春日部つむぎ3D』が配布されている。

### 歌声合成
VOCALOID6用ボイスバンク
2025年3月3日発売。これに先立ち、2023年にβ-STUDIO用ボイスバンクとして期間限定で春日部つむぎβが公開されていた。

### 出演
テレビ番組「おはよう朝日です」においてナレーションを担当。

## コラボレーション
- #ウカつく 届木ウカとのコラボレーション。
- #角煮組 届木ウカ、人工知能VTuberユニとのコラボレーション。
- #ウニづくし 届木ウカ、人工知能VTuberユニとのマイクラサーバー。
- #華麗なる人狼  根間うい、結目ユイ、響ゆい、大蔦エル、乙女おととの人狼コラボレーション。
- #ちあつくへる 星咲ちあ、六道冥とのコラボレーション[141]。
- #よんぶんのさんしー Ci(BOOGEY VOXX)、THEe(インサイドちゃんMark3)、舞鶴よかととのコラボレーション[142][143][144]。
- #upd8宇宙人狼 upd8女子によるAmong Usのゲーム配信[145]。
- コエヌシムラ 音声合成ソフトの声優、開発者によるAmong Usのゲーム配信。
- #ひまつく 冥鳴ひまりとのコラボレーション。
- #ServiceClub 夜乃ネオンとのインターネットギャルズユニット。ServiceClub　DebutSingle「どうして。」 - MV - YouTubeが公開されている。
- #ひなつくラジオ 理原ひなりとのラジオ配信。【緊急特別相談会！】 理原ひなりと春日部つくしのお気楽ラジオ - YouTubeにおいて、二人は「ちくとも」であることが明らかになった[146]。
- #夜のカスさえ 夜乃ネオン、さえきやひろとのコラボレーション。【全身3D】春の大運動会SP - YouTubeで、フィジカル最強チームとフィジカル最弱チームに分かれて熱戦が繰り広げられた。

## 来歴
- 2018年2月19日、初めてのツイートを行う[147]。
- 2018年2月26日、YouTubeに動画を投稿しデビュー[148]。
- 2018年7月20日、upd8に参入[149][150]。
- 2019年4月15日、モデリング・イラストの一般向け受付を開始[151]。
- 2020年6月7日、名取さな・健屋花那のオリジナル楽曲「てあらいうがいの歌」のPVイラストを担当[152]。
- 2020年10月31日、YouTubeのメンバーシップを開始[153]。
- 2021年1月1日、upd8の終了[154]に伴いフリーランスとして活動を開始[155]。
- 2021年5月5日、自身のMMDモデルの配布を開始[156][157][158]。
- 2021年7月12日、郵便局にて春日部つくしフレーム切手の販売開始[159]。
- 2021年10月31日、春日部つくしLINEスタンプ発売[160]。
- 2021年11月14日、埼玉バーチャル観光大使に就任。
- 2021年12月14日、埼玉バーチャル観光大使任命式[161]。
- 2022年1月10日、埼玉県春日部市の成人式にて、祝辞を述べるビデオが上映される[162][163]。
- 2023年4月8日、YouTubeのチャンネル登録者数10万人を達成[164]。

## 出演

### テレビ番組
- キズナアイのばん組 第3回（2018年9月27日、BS日本）
- 超人女子戦士ガリベンガーV 歴史の謎SP(2022年8月12日、テレビ朝日)[165]
- おはスタ(2023年8月15日 - 2023年8月18日、テレビ東京)[166]

### ラジオ番組
- 洲崎綾のバババババーチャル 第49 - 50回（2020年7月5日[167]・7月12日[168]、超!A&G+）
- Voice Actors RADIO R-5・81 第49回（2020年9月5日[169]、エフエムナックファイブ）
- 日刊!さいたま〜ず『輝くさいたま～ずさん』（2020年11月19日[170][171]、NHKさいたま放送局）
- Voice Actors RADIO R-5・81 第129回（2022年3月20日[172]、radiko）

### 朗読劇
- てぇてぇ夏の物語：ずんだもんとつむぎのバーチャル大冒険（2025年6月7日 - 8日、春日部つむぎ[173]）

### YouTube番組
- Vさわぎ AIユニ、春日部つくしがお届けするバーチャルバラエティ番組!

### イベント
- バーチャルマーケット2 - ブース出展（2019年3月8日[174]）
- FAVRIC（2019年9月29日[175][176]、幕張メッセ)
- バーチャルマーケット3 - ブース出展（2019年9月29日[177])
- 第7回 アニ玉祭 - ブース出展（2019年10月14日[178][179]、大宮ソニックシティ）
- わくわく！VTuberひろばスペシャル♪【トークショー第2部】（2020年6月21日[180]）
- 第8回 アニ玉祭 （2020年10月18日[181][182]、アニ玉祭チャンネル）
- わくわく！VTuberひろばオンライン Vol.04 トークショー第6部 （2020年12月12日[183]）

## タイアップ
- プリロール - バレンタインケーキ＆マカロン（2019年1月30日[184]）
- 十万石ふくさや - オリジナルパッケージ十万石まんじゅう（2019年10月14日[185][186]）
- ウェブポン - オンラインカプセルプライズ（2020年7月10日 - 7月19日[187]）
- ヴィレッジヴァンガード - コラボ福袋（2020年11月27日 - 12月6日[188][189]）
- ウェブポン - ボイス入りトレカ、てぇてぇチェキ（2020年12月11日 - 12月20日[190]）
- 日本郵政 - オリジナル フレーム切手セット「春日部つくし」（2021年7月12日[191]）
- Fruit Pot - 春日部つくしプロデュースアロマミスト ”Saitama matin premier 〜さいたま朝いちばん！〜”（2021年8月7日[192]）
- ぽっぷこーんミュージアム - 春日部つくしデザインのパーカーが登場（2021年11月28日[193][194]）
- 日本郵政 - 小型印　埼玉バーチャル観光大使就任記念　春日部つくし（2022年2月14日 - 2023年3月31日[195]）
- ヴィレッジヴァンガード - コラボグッズ（2023年3月24日 - [196][197]）
- アルシェ大宮 Kurumu. - 2023年9月30日よりグッズの販売を開始[198][199]。あわせてアルシェビジョンにてCMが放映される[200]。